# Derramadero Segundo
Derramadero Segundo es una localidad del estado mexicano de Guanajuato. Es parte del municipio de San Luis de la Paz.

## Demografía
| Gráfica de evolución demográfica |
|                                  |

| Censo | Población |
| ----- | --------- |
| 1980  | 394       |
| 1990  | 604       |
| 2000  | 801       |
| 2010  | 1 023     |
| 2020  | 1 223     |